# Las muy bellas horas del duque de Berry
Les Très Belles Heures du duc de Berry (en francés, Les Très Belles Heures du duc de Berry, o Heures de Bruxelles), es un libro de horas encargado por Juan I de Berry que actualmente se conserva en la Biblioteca Real de Bélgica en Bruselas con la signatura Ms. 11060-61.

## Contexto histórico
El inventario del duque de Berry que data de 1402 contiene la mención: «una muy hermosa hora, muy ricamente iluminada y decorada con Jaquemart de Odin» . Esta mención se adjunta a este manuscrito y probablemente da la fecha de su finalización. Sin embargo, esta atribución es cuestionada por algunos historiadores del arte. El manuscrito de Bruselas sin duda fue encargado por Juan de Berry, su retrato aparece el doble de bien que sus brazos en muchas páginas. Probablemente fue entregado a un duque de Borgoña, quizás Juan I de Borgoña, en una fecha incierta. Se menciona en el inventario de Margarita de Baviera en 1424. La obra ya no se menciona antes de 1842, pero probablemente permanece en la biblioteca de los duques.
Se pueden distinguir tres artistas participando en la realización de las iluminaciones. La miniatura en grisalla La Virgen y el Niño y su colgante, el Retrato del duque de Berry en oración, fueron atribuidos por Leopold Delisle a André Beauneveu, que ya había hecho un salterio para Juan de Berry, luego al propio Jacquemart de Hesdin o a Juan de Orleans, alias el maestro de la Fachada de Narbona.
Las otras 18 grandes pinturas del manuscrito, ilustrando las Horas de la Virgen y la Pasión, así como el Oficio de Difuntos, también son atribuidos por diversos motivos según los historiadores del arte. Paul Durrieu vio allí la mano del Maestro de Boucicaut,para Millard Meiss, es Jacquemard de Hesdin o incluso el cuñado de este último, Jean Petit alias el Pseudo-Jacquemart para Albert Châtelet.
Un tercer iluminador realizó las iniciales historiadas situadas frente a las grandes miniaturas: así se llama Maestro de las Iniciales de Bruselas. Su mano se encuentra en otros manuscritos parisinos de la época. Probablemente sería de ascendencia italiana.

## Descripción
El manuscrito consta de 138 folios (276 páginas), e incluye veinte miniaturas a página completa, así como diecisiete iniciales iluminadas.
Contiene capítulos:
- Horas de la Virgen para el uso de París ( p. 18-126 )
- Los Siete Salmos de la Penitencia ( p. 130-148 )
- Las letanías ( p. 148-162 )
- Las Horas Pequeñas de la Cruz ( p. 164-201 )
- El oficio de difuntos para uso de París ( p. 202-266 )

El calendario probablemente ha desaparecido.

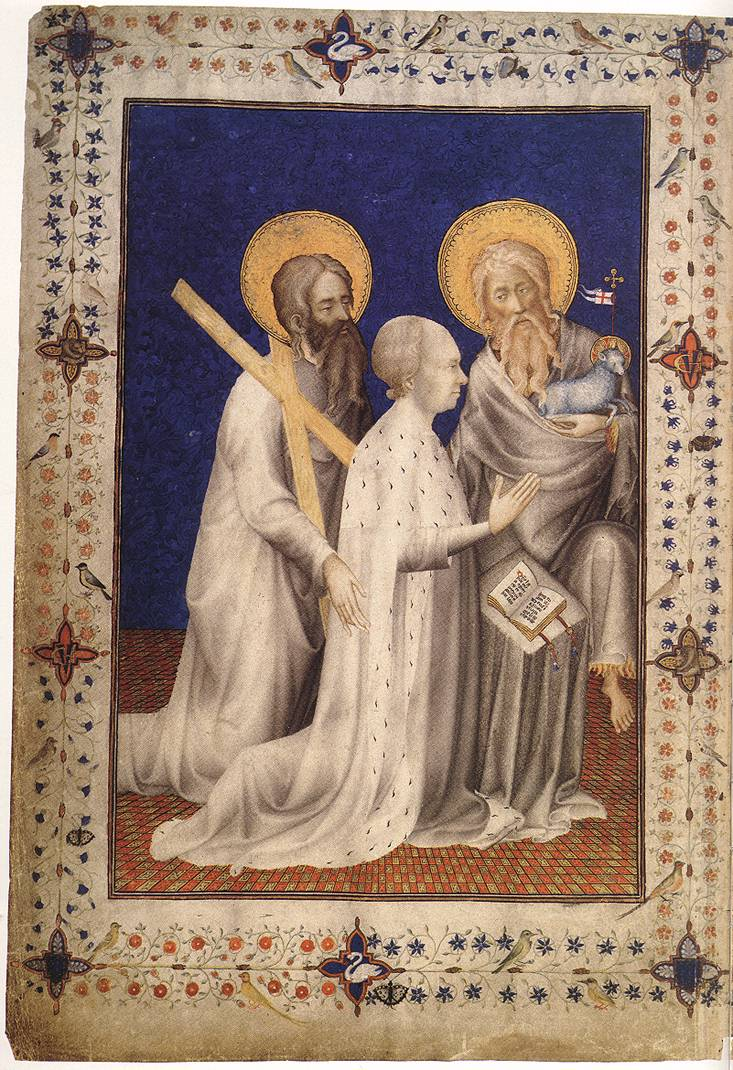
Portrait de Jean de Berry en vis-à-vis de la Vierge.
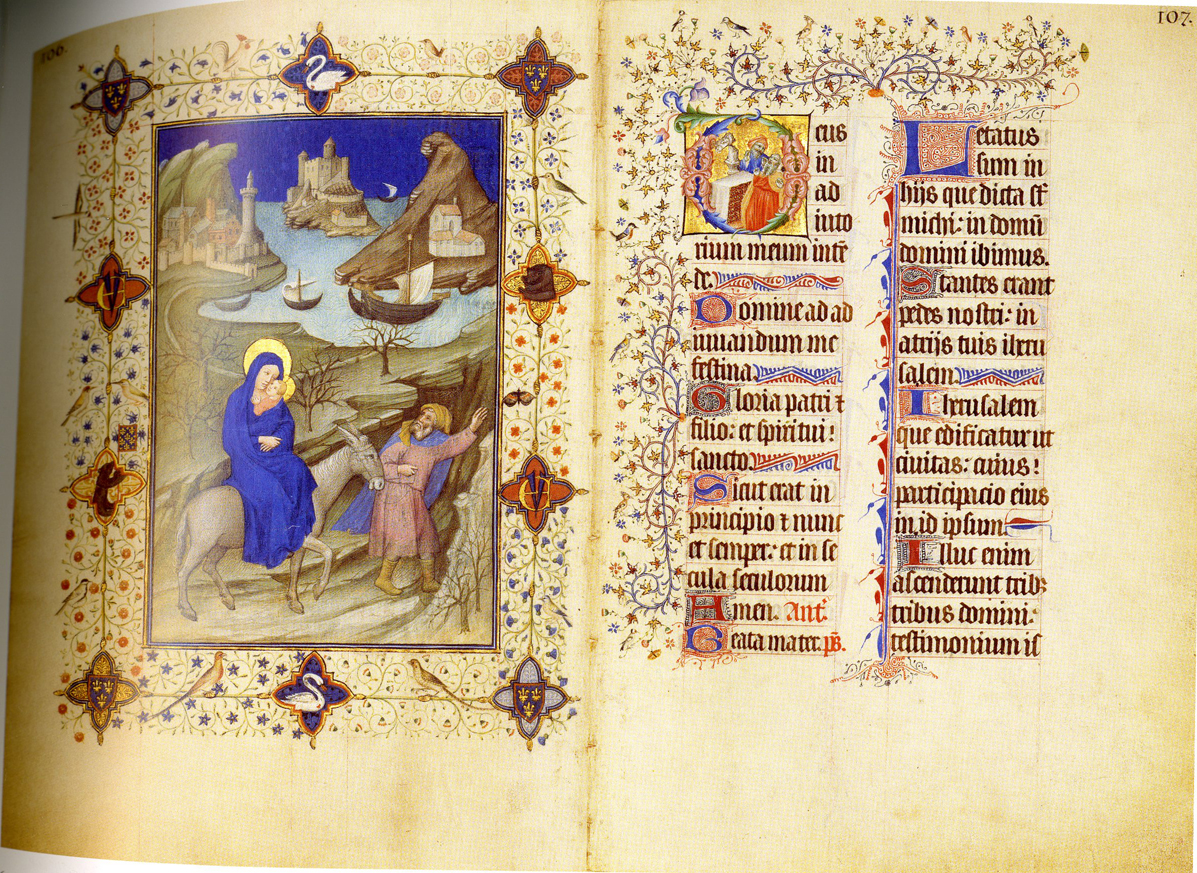
La Fuite en Égypte, f106v-107.
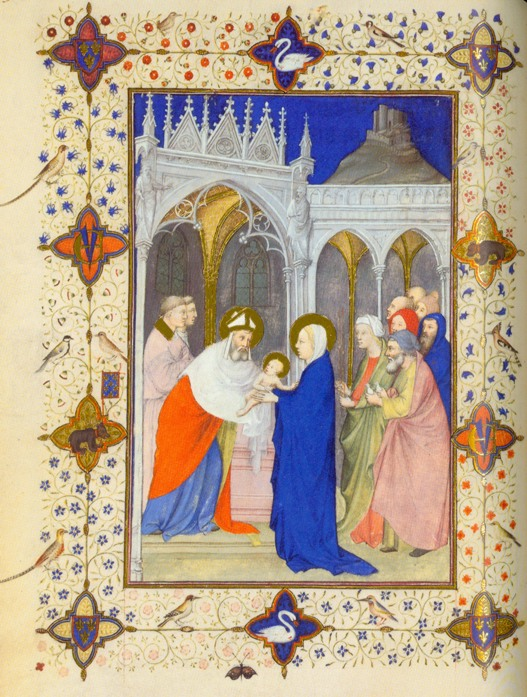
La présentation au temple, f.149v.